# Callechelys randalli
Callechelys randalli är en fiskart som beskrevs av Mccosker, 1998. Callechelys randalli ingår i släktet Callechelys och familjen Ophichthidae. Inga underarter finns listade.